# ザ・ペーパー
『ザ・ペーパー』（原題: The Paper）は、1994年のアメリカ映画。

## ストーリー
ニューヨークのタブロイド紙「サン」の編集局。編集次長のヘンリーは、臨月の妻マーサを抱え、他社の編集局からの引き抜きに乗るかどうか迷っていた。編集局長のアリシアは、特ダネを他紙に出し抜かれたことを気に病み、夫とは離婚の危機。編集長のバーニーは疎遠になった娘との関係に悩み、しかも前立腺の病気まで見つかってしまう。コラムニストのマイケルは、公務員のスキャンダルを暴いたことで筆禍におびえていた。
そんなある日、下町で2人の少年が殺人容疑で逮捕される。嫌疑は濃厚であったが証拠不十分なことから、ヘンリーは冤罪を確信する。他社との激しい競争、局内の意見の対立、時間との勝負である記事の執筆、警察への困難な取材をくぐりぬけながら、「サン」紙の編集局は朝刊第一面のスクープのため、また少年たちの無実を証明するため奔走する。
やがて回りだす輪転機と、それぞれの記者たちの運命を交錯させながら、新聞が作られるまでの一日が描かれていく。

## キャスト
※括弧内は日本語吹替
- ヘンリー・ハケット - マイケル・キートン（谷口節）
- マーサ・ハケット - マリサ・トメイ（土井美加）
- アリシア・クラーク - グレン・クローズ（吉田理保子）
- マイケル・マクドゥーガル - ランディ・クエイド（荒川太朗）
- バーニー・ホワイト - ロバート・デュヴァル（上田敏也）
- グラハム・キーリー - ジェイソン・ロバーズ（糸博）
- マリオン・サンダスキー - ジェイソン・アレクサンダー（中田和宏）
- スーザン - キャサリン・オハラ
- ディアンヌ・ホワイト - ジル・ヘネシー

## スタッフ
- 監督：ロン・ハワード
- 脚本：デヴィッド・コープ、スティーヴン・コープ
- 音楽：ランディ・ニューマン
- 撮影：ジョン・シール
- 衣装：リタ・ライアック
- 美術：トッド・ハロウェル
- 字幕：戸田奈津子

## 評価
レビュー・アグリゲーターのRotten Tomatoesでは34件のレビューで支持率は88%、平均点は7.00/10となった。Metacriticでは30件のレビューを基に加重平均値が70/100となった。

## 賞歴
- 第67回アカデミー賞
  - ノミネート：歌曲賞